# Jenny Kallur
Jenny Kallur (Suecia, 16 de febrero de 1981) es una atleta sueca especializada en la prueba de 60 m vallas, en la que consiguió ser subcampeona europea en pista cubierta en 2005.

## Carrera deportiva
En el Campeonato Europeo de Atletismo en Pista Cubierta de 2005 ganó la medalla de plata en los 60 m vallas, con un tiempo de 7.99 segundos, tras su paisana sueca Susanna Kallur (oro con 7.80 segundos) y por delante de la alemana Kirsten Bolm  (bronce con 8.00 segundos).